# Larroque (Altos Pirenéus)
Larroque é uma comuna francesa na região administrativa de Occitânia, no departamento dos Altos Pirenéus. Estende-se por uma área de 6,89 km². Em 2010 a comuna tinha 99 habitantes (densidade: 14,4 hab./km²).